# Burg Şağan
Die Burg Şağan ist eine Burgruine auf der Halbinsel Abscheron aus dem 12. bis 13. Jahrhundert in der Siedlung Şağan im heutigen Aserbaidschan. Infolge eines starken Erdbebens im Jahr 1841 wurde der größte Teil der Burg zerstört, sodass nur noch ein Turm erhalten ist.
Mit Beschluss Nr. 132 des Ministerkabinetts der Republik Aserbaidschan vom 2. August 2001 wurde die Burg in die Liste der unbeweglichen historischen und kulturellen Denkmäler von nationaler Bedeutung aufgenommen. Im Jahr 2001 wurde die Burg zusammen mit anderen Verteidigungsanlagen der Abşeron-Halbinsel als Verteidigungsbauten am Kaspischen Meer in die Tentativliste des Welterbes in Aserbaidschan aufgenommen.

## Geschichte des Schlosses
Die Burg Şağan wurde im 12. und 13. Jahrhundert erbaut. Wie andere Burgen auf der Abşeron-Halbinsel verfügt auch die aus weißem Stein erbaute Burg über einen 24 Meter hohen Turm. Der Hauptgrund für den Einsturz des Denkmals ist das starke Erdbeben im Jahr 1841. Infolge dieses Erdbebens wurde die Festung Mashtaga, die sich in der Nähe der Festung Şağan befindet, vollständig zerstört. Die Ruine wurde erst 2014 restauriert. Bei den Reparaturarbeiten wurden die Fundamente zweier Steinzäune der Festung und mehrerer Brunnen entdeckt. Die Burg Şağan verfügt wie andere Burgen von Abşeron über unterirdische Straßen. Im Inneren der Burg führte einst eine unterirdische Straße, die einem Brunnen ähnelte, zu den Burgen von Mərdəkan.